# Grand Pro Warna
Grand Pro Warna – bułgarski klub futsalowy z siedzibą w mieście Warna, obecnie występuje w najwyższej klasie rozgrywkowej Bułgarii.

## Sukcesy
- Mistrzostwo Bułgarii (9): 2005, 2007, 2009, 2011, 2012, 2013, 2014, 2015, 2016
- Puchar Bułgarii (4): 2005, 2008, 2009, 2011
- Superpuchar Bułgarii (1): 2006